# Pararctia rosea
Pararctia rosea là một loài bướm đêm thuộc phân họ Arctiinae, họ Erebidae.